# Soncoya
De soncoya (Annona purpurea) is een plant uit de familie Annonaceae.
Het is een tot 10 m hoge boom met uitgespreide takken, die in droge tijden zijn blad verliest. De afwisselend geplaatste, tot 30 × 14 cm grote bladeren zijn lancetvormig en toegespitst. De bladeren zijn aan beide zijden roodbruin behaard. De ongesteelde, geurende bloemen groeien solitair uit de bladoksels van jonge bladeren.
De eivormige of ronde verzamelvruchten van de soncoya zijn 15-20 cm in diameter. De schil van de vrucht bestaat uit harde, dicht roodbruin behaarde, vierkant-kegelvormige, 2 cm brede en hoge stekels. Het vruchtvlees is rijp feloranje, sappig, vezelig en zacht. Het smaakt aangenaam zoet-aromatisch naar mango's. De vrucht bevat vele 3 cm grote zaden.
De boom komt van nature voor in het zuiden van Mexico en Midden-Amerika. Ook wordt de boom op de Filipijnen gekweekt.
... · 
A. ×atemoya (Atemoya) · 
A. cherimola (Cherimoya) · 
A. montana (Bergzuurzak) · 
A. muricata (Zuurzak) · 
A. purpurea (Soncoya) · 
A. squamosa (Zoetzak) · 
A. reticulata (Custardappel) · 
...